# Christian Brück

Christian Brück

Christian Brück (latinisiert auch Pontanus) (* 1517/18 in Wittenberg; † 18. April 1567 in Gotha) war ein Politiker und sächsischer Kanzler.

## Leben
Christian Brück wurde als Sohn des Kanzlers Gregor Brück in Wittenberg geboren. Er wurde im Sommersemester 1532 in die Wittenberger Universität aufgenommen. Seine an der Elbe begonnenen Studien bei Philipp Melanchthon setzte er in Bologna (Italien) fort, wo er bis 1542 blieb. Zurückgekehrt nach Wittenberg, erwarb er am 5. Februar 1543 die juristische Doktorwürde und heiratete im selben Jahre Barbara Cranach, eine Tochter des Malers Lucas Cranach d. Ä., die von ihrem Vater eine Mitgift von 5.000 Gulden erhielt. In Wittenberg arbeitete er zunächst als Privatgelehrter und Lehrer und wurde 1543 Rat und Diener des Kurfürsten Johann Friedrich I. (1503–1554).
Aus Wittenberg flüchtete er infolge des Schmalkaldischen Krieges mit Frau und Kind nach Braunschweig. Von Braunschweig ging er im Juni 1547 nach Nordhausen. In Weimar kaufte Brück ein Grundstück am Markt. In diesem Zusammenhang erwarb er auch am 26. Oktober 1548 das Bürgerrecht der Stadt Weimar und wird dabei bereits als fürstlich sächsischer Rat genannt. Dort errichtete er das später als Cranachhaus bekannte Gebäude, wo sein Schwiegervater Lucas Cranach d. Ä. sein letztes Lebensjahr verbrachte. Die Bestallung als Hofrat erfolgte aufgrund der Empfehlung seines Vaters. 1555 wurde Brück zum Kanzler von Johann Friedrich II. dem Mittleren (1529–1595) an dessen Hof in Gotha berufen.
Das in ihn gesetzte Vertrauen enttäuschte Brück jedoch, seine Regierung erregte überall Anstoß und Feindschaft. Die Verwicklung in die Händel des Ritters Wilhelm von Grumbach sorgte nach seiner Gefangennahme in Gotha zu einer peinlichen Befragung und letztlich am 18. April 1567 zur Hinrichtung durch Vierteilung. Barbara Cranach überlebte ihren Mann und vermochte nur mit Mühe, ihr Heiratsgut zu retten.
Durch die gemeinsame Tochter Barbara, die sich mit dem Weimarer Bürgermeister Jacob Schröter (1529–1613) verheiratete, liegt eine Ahnenlinie zu Johann Wolfgang von Goethe mütterlicherseits vor. Die Tochter Elisabeth war mit dem Ratsherrn und Tuchmacher in Weimar Caspar Koch verheiratet, dessen Vater 1535 Bürgermeister in Weimar geworden war. Der Vorname Christian des Großvaters setzte sich bei Elisabeths Sohn Christian fort, der am 23. Juli 1596 in Weimar getauft wurde.

## Rezeption
Die Erinnerung an Christian Brück und seine Verwicklung in die Grumbachschen Händel ist in Gotha bis heute in der Sage Die drei bösen Omen lebendig. Danach hatte Brück während der Belagerung Gothas im Frühjahr 1567 mit einem Kürbis gespielt, ihn einige Male in die Höhe geworfen und wieder aufgefangen. Dabei zerbrach ihm der Kürbis jedoch in den Händen in vier Teile. Dies, so die Sage weiter, sei von verständigen Leuten als böses Omen für Brücks Schicksal gedeutet worden, das sich nur wenige Wochen später mit seiner Vierteilung (!) erfüllte.